# Скан, Сидни Альфред
Сидни Альфред Скан (англ. Sidney Alfred Skan; 1870—1939) — британский садовод, ботаник и библиотекарь.

## Биография
Сидни Альфред Скан родился 13 августа (по другим данным, 30 августа) 1870 года в Кинтон-Грин на территории графства Уорикшир. Учился на садовода в Эджбастонском ботаническом саду в Бирмингеме под руководством Уильяма Брэдбери Лэтема, в 1892 году поступил в Ботанический сад Кью на работу в дендрарии. С 1894 года Скан был работником в библиотеке гербария Кью, ассистентом Уильяма Хемсли. С 1899 года Скан фактически руководил библиотекой, до 1916 года издавал ежегодные каталоги новых поступлений.
Работа в библиотеке занимала у Скана много времени, однако он также занимался изучением собственно ботаники. Для книги Index florae sinensis он провёл обработку семейств Juglandaceae, Cupuliferae, Ceratophyllaceae и Gnetaceae. Вместе с Хемсли он написал раздел книги Flora of Tropical Africa (1906), посвящённый обширному семейству Scrophulariaceae. С 1897 по 1915 он ежегодно издавал списки растений, введённых в культуру в Кью.
В 1933 году Скан оставил работу в библиотеке Кью. 19 декабря 1939 года он скончался.

## Некоторые научные публикации
- Skan, S.A. Labiatae // Flora capensis / in W.H. Harvey et al.. — Vol. 5, sect. 1(2). — P. 226—387.

## Виды растений, названные в честь С. А. Скана
- Quercus skaniana Dunn, 1908 [≡ Lithocarpus skanianus (Dunn) Rehder, 1919]